# Haloes
Les Haloes (en grec antic: Ἁλῶα) eren unes festes de la collita celebrades a l'Àtica i principalment a la ciutat d'Eleusis i a Atenes en honor de Demèter i Dionís, inventors de l'arada i protectors dels fruits de la terra. Es feia una vegada a l'any després de les collites. Només s'oferien els fruits com a sacrifici, en part com a reconeixement de l'abundància de la collita i en part per demanar una bona collita per l'any següent. Demòstenes diu que no es podia oferir en aquesta festa cap sacrifici que comportés sang, i només la sacerdotessa podia oferir els fruits.
Segons Hesiqui, també rebien el nom de Talísies (θαλύσια, 'ofrenes de les primícies') i Sincomistèries (συγκομιστήρια, 'misteris de la collita'). No es coneix exactament el dia d'aquesta celebració ni la durada que tenia.